# Guillaume Bigourdan

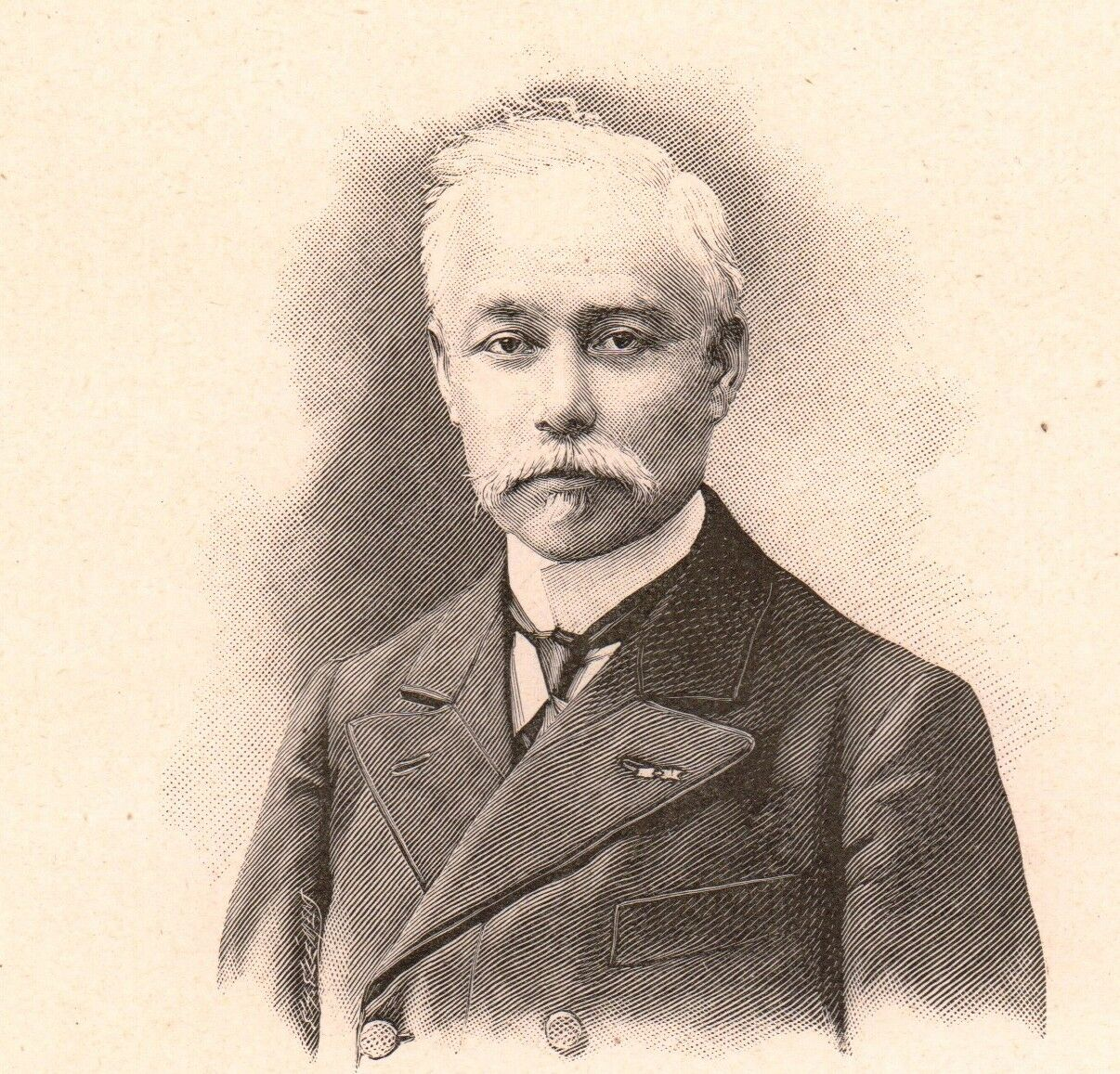
Guillaume Bigourdan

Camille Guillaume Bigourdan (* 6. April 1851 in Sistels, Frankreich; † 28. Februar 1932 in Paris) war ein französischer Astronom und Präsident der Académie des sciences in Paris.

## Werdegang
Guillaume Bigourdan wuchs als ältestes der drei Kinder von Pierre Bigourdan und Jeanne Carrère in den bescheidenen Verhältnissen eines Bauernhauses auf. Nachdem sein Lehrer und der Dorfpfarrer auf seine hohe Intelligenz aufmerksam geworden waren, ermöglichten ihm seine Eltern ungeachtet ihrer materiellen Not den Besuch des Gymnasiums, das er im Jahr 1870 mit dem Abitur abschloss. Im Verlauf seiner weiteren Studien erwarb er im Jahr 1874 eine licence (heute Bachelor) für Physik, zwei Jahre später auch für Mathematik.
Im Jahr 1877 ernannte François Félix Tisserand, sein ehemaliger Lehrer und damaliger Direktor der Sternwarte von Toulouse, ihn zum Assistenten. 1879 folgte er Tisserand, der inzwischen Direktor des Observatoriums von Paris geworden war, in die französische Hauptstadt. Im Rahmen seiner Tätigkeit reiste er 1882 auf die Antilleninsel Martinique, um den Venustransit zu beobachten und im darauffolgenden Jahr nach Sankt Petersburg. Er promovierte im Jahr 1886. Im Observatorium nahm er sich unter anderem der Ausbildung seines erst 15-jährigen Gehilfen Gaston Fayet (1874–1967) an, der lange Jahre mit ihm zusammenarbeitete und später als Direktor der Sternwarte von Nizza tätig war.
Er wurde 1897 Titularastronom des Pariser Observatoriums und 1920 erster Direktor des kurz zuvor gegründeten Bureau International de l’Heure. 1926 trat er in den Ruhestand.
Guillaume Bigourdan starb am 28. Februar 1932 im Alter von 80 Jahren in Paris.
Er war verheiratet mit Sophie Mouchez, einer Tochter des Admirals Amédée Mouchez (1821–1892), Direktor des Observatoriums von Paris. Aus der Ehe gingen neun Kinder hervor.

## Werk
Bigourdan verbrachte zwanzig Jahre damit, die Positionen von 6380 Nebeln zu überprüfen und zu beschreiben. Er entdeckte ungefähr 500 neue Objekte. Seine im Jahr 1911 in fünf Bänden publizierten Forschungsergebnisse verhalfen ihm zu internationalem Ruhm. Außerdem beschrieb er eine Methode für die Justierung der äquatorialen Teleskopmontierung, die als „Methode Bigourdans“ bekannt ist.

## Publikationen
- 1892: Observations de 1884. Observations de Nébuleuses et d'amas stellaires, Annales de l'Observatoire de Paris.
- 1905: Les éclipses de soleil: instructions sommaires sur les observations que l'on peut faire pendant ces éclipses, et particulièrement pendant l'éclipse totale du 30 août 1905, 1905, Paris, Gauthier Villars.
- 1917: Observations de 1907. Observations de Nébuleuses et d'amas stellaires, Annales de l'Observatoire de Paris.

## Auszeichnungen
- 1883: Prix Lalande
- 1891: Prix Lalande
- 1895: Ritter der Ehrenlegion
- 1903: Mitglied der Royal Astronomical Society
- 1904: Aufnahme in die Académie des sciences und das Bureau des Longitudes
- 1919: Goldmedaille der Royal Astronomical Society
- 1919: Jules-Janssen-Preis
- 1924: Ernennung zum Präsidenten der Académie des sciences und des Institut de France

Der französische Polarforscher Jean-Baptiste Charcot benannte einen bei der Fünften Französischen Antarktisexpedition (1908–1910) an der Küste des Grahamlands entdeckten Fjord nach Guillaume Bigourdan.